# Dulebowie (czescy)
Dulebowie, Dudlebowie – plemię zachodniosłowiańskie zamieszkujące w IX wieku górne dorzecze Wełtawy w Kotlinie Czeskiej w okolicach grodu Dudleby. U Al-Masudiego występują jako Dulâbe.
Plemię Dulebów zaliczane jest do grupy plemion czeskich razem z plemionami: 
Pszowian, Zliczan, Litomierzycy, Łuczan, Siedliczan, Deczan, Lemuzów.
Nazwa Dudlebów obok Serbów i Chorwatów należy do najstarszych znanych, słowiańskich nazw etnicznych i jak pisze Krzysztof Fokt: jest prawdopodobne, że nie powstały w różnych regionach niezależnie od siebie, lecz ich rozrzut jest właśnie skutkiem wędrówek i etnogenez.